# Килкок

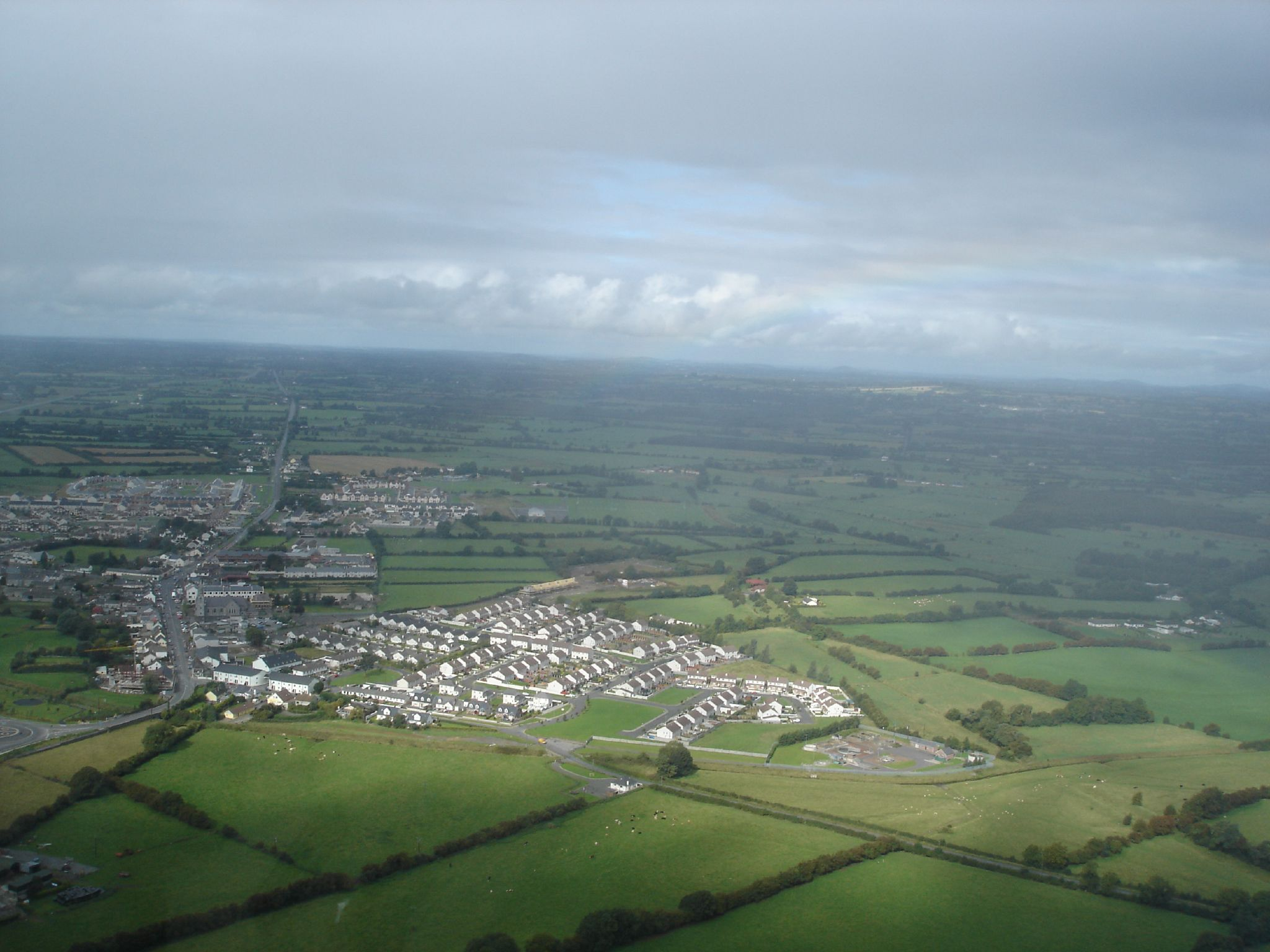
Вид на Килкок

Килкок (англ. Kilcock; ирл. Cill Choca, «церковь Коки») — (переписной) посёлок в Ирландии, находится в графстве Килдэр (провинция Ленстер).
В местной церкви можно увидеть икону Святой Кокка, в честь которой названо поселение.

## Транспорт
Местная железнодорожная станция открывалась трижды, и каждый раз — на новом месте. Первая была открыта 28 июня 1847 года и закрыта 1 июля 1848 года в связи с высоким градиентом в месте её расположения, из-за чего локомотивы с большим затруднением начинали движение. Она располагалась немного восточнее от действующей. Следующая была открыта в западной части посёлка, где старая дорога N4 пересекала железнодорожную линию и канал, в 1850 году, но закрыта в 1963 году. Действующая станция открыта у моста Шо-Бридж (англ. Shaw Bridge) в 1998 году.

## Демография
Население — 4100 человек (по переписи 2006 года). В 2002 году население составляло 2740.
Данные переписи 2006 года:
| Общие демографические показатели |               |                               |                               |      |      |
| Всё население                    | Всё население | Изменения населения 2002—2006 | Изменения населения 2002—2006 | 2006 | 2006 |
| 2002                             | 2006          | чел.                          | %                             | муж. | жен. |
| 2740                             | 4100          | 1360                          | 49,6                          | 1999 | 2101 |

В нижеприводимых таблицах сумма всех ответов (столбец «сумма»), как правило, меньше общего населения населённого пункта (столбец «2006»).
| Религия (Тема 2 — 5 : Число людей по религиям, 2006) |             |                |             |            |       |      |
| Католики, чел.                                       | Католики, % | Другая религия | Без религии | не указано | сумма | 2006 |
| 3620                                                 | 88,3        | 246            | 173         | 61         | 4100  | 4100 |

| Этно-расовый состав (Этничность. Тема 2 — 3 : Постоянное население по этническому или культурному происхождению, 2006) |            |              |       |        |        |            |       |       |
| Белые ирландцы | Лухт-шулта | Другие белые | Негры | Азиаты | Другие | Не указано | сумма | 2006  |
| 3429 | 22         | 391          | 66    | 32     | 45     | 57         | 4042  | 4100  |
| Доля от всех отвечавших на вопрос, %                                                                                   |            |              |       |        |        |            |       |       |
| 84,8 | 0,5        | 9,7          | 1,6   | 0,8    | 1,1    | 1,4        | 100   | 98,61 |

1 — доля отвечавших на вопрос о языке от всего населения.
| Владение ирландским языком (Тема 3 — 1 : Число людей от 3 лет и старше по способности говорить по-ирландски, 2006) |      |            |       |       |
| Владеете ли Вы ирландским языком?                                                                                  |      |            |       |       |
| Да | Нет  | Не указано | сумма | 2006  |
| 1723 | 2072 | 65         | 3860  | 4100  |
| Доля от всех отвечавших на вопрос о языке, %                                                                       |      |            |       |       |
| 44,6 | 53,7 | 1,7        | 100   | 94,11 |

1 — доля отвечавших на вопрос о языке от всего населения.
| Использование ирландского языка (Тема 3 — 2 : Говорящие по-ирландски от 3 лет и старше по частоте использования ирландского языка, 2006) |                                                            |                                               |                                               |                                               |                                               |                                               |       |                                     |      |
| Как часто и где Вы говорите по-ирландски?                                                                                                |                                                            |                                               |                                               |                                               |                                               |                                               |       |                                     |      |
| ежедневно, только в образовательных учреждениях                                                                                          | ежедневно, как в образовательных учреждениях, так и вне их | в других местах (вне образовательной системы) | в других местах (вне образовательной системы) | в других местах (вне образовательной системы) | в других местах (вне образовательной системы) | в других местах (вне образовательной системы) | сумма | всего, отвечавших на вопрос о языке | 2006 |
| ежедневно, только в образовательных учреждениях                                                                                          | ежедневно, как в образовательных учреждениях, так и вне их | ежедневно                                     | каждую неделю                                 | реже                                          | никогда                                       | не указано                                    | сумма | всего, отвечавших на вопрос о языке | 2006 |
| 514 | 79                                                         | 67                                            | 94                                            | 565                                           | 387                                           | 17                                            | 1723  | 3860                                | 4100 |
| Доля от всех отвечавших на вопрос о языке, %                                                                                             |                                                            |                                               |                                               |                                               |                                               |                                               |       |                                     |      |
| 13,3 | 2,0                                                        | 1,7                                           | 2,4                                           | 14,6                                          | 10,0                                          | 0,4                                           | 44,6  | 100                                 |      |

| Типы частных жилищ (Тема 6 — 1(a) : Число частных домовладений по типу размещения, 2006) |          |         |                 |            |       |      |
| Отдельный дом                                                                            | Квартира | Комната | Переносные дома | не указано | сумма | 2006 |
| 1291                                                                                     | 120      | 3       | 2               | 27         | 1443  | 4100 |